# Mahmúd Mohtár
Mahmúd Mohtár Refái, becenevén et-Tets, arabul: محمود مختار رفاعي (Kairó, 1905. szeptember 29. – Kairó, 1965. február 21.) válogatott egyiptomi labdarúgó, csatár, olimpikon.

## Pályafutása

### Klubcsapatban
1922 és 1940 között az el-Ahlí labdarúgója volt, ahol nyolc egyiptomi kupagyőzelmet ért el.

### A válogatottban
Az 1920-as és 1930-as években játszott az egyiptomi válogatottban. Háromszor vett részt az olimpiai játékokon: 1924-ben, 1928-ban és 1936-ban. 1934-ben játszott a világbajnokságon: a Magyarország ellen elvesztett (2–4) mérkőzésen lépett pályára.

## Sikerei, díjai
- Egyiptomi kupa
  - győztes (8): 1924, 1925, 1927, 1928, 1930, 1931, 1937, 1940